# Korn III: Remember Who You Are
Korn III – Remember Who You Are, es el noveno álbum de estudio de la banda estadounidense de nu metal Korn, lanzado el 13 de julio de 2010 por Roadrunner Records. Producido por Ross Robinson, Korn III – Remember Who You Are marcó el ingreso de Ray Luzier, como el batería de la banda, en reemplazo de David Silveria.

## Historia
Jonathan Davis afirmó que la banda publicará una nueva producción entre finales del 2009 y principios del 2010 con la ayuda de Ross Robinson, con quien no trabajan desde 1996. Jonathan Davis dice que el álbum será simple. Este álbum no utilizará Pro Tools; en abril de 2009 Jonathan Davis reveló que será un álbum conceptual, y que líricamente girará en torno a 5 temas. Davis identifica la caída del hombre: las drogas, la religión, el poder, el dinero y el tiempo. En este tiempo trabajará en su nueva producción como solista que será publicado a finales de este año.
En entrevista con Noise Creep, Davis habla sobre el contenido lírico del nuevo disco de Korn, el proceso de grabación, la relación de la banda con sus exintegrantes y su disco solista: «Esta semana el vocalista de Korn, Jonathan Davis, empezará a grabar sus vocales para las canciones del noveno disco de estudio de Korn, al cual ellos llaman KoRn III. Este disco muestra a Korn trabajando una vez más con el productor Ross Robinson, quien produjo sus dos primeros discos, KoRn (1994) y Life is Peachy (1996). Davis comenta que este es un regreso no intencional a las raíces del grupo, pero no será un disco concepto, como inicialmente estaba planeado».
«Es realmente de la vieja escuela..., como los primeros dos discos», dice Davis. «Estamos regresando a nuestras raíces. Trabajar con Ross... es impresionante y suena totalmente diferente a lo que hemos hecho. Va más en la línea de los primeros dos discos y estamos realmente emocionados. Trabajar con Ross nos ha ayudado a evolucionar de manera natural. Nos ha tomado de vuelta al estilo de la vieja escuela, incluso en la manera en la que escribimos: nos sentamos todos juntos en un cuarto e hicimos este disco. Estamos muy emocionados... Ha tomado buena forma.»
Davis y el resto de la banda —James "Munky" Sahffer en la guitarra, Reginald "Fieldy" Arvizu en el bajo y el baterista Ray Luzier— inicialmente querían que este fuera un disco conceptual en el que Davis identificaba cinco símbolos que, para él, muestran la decadencia de la humanidad (drogas, religión, poder, dinero y tiempo), pero las cosas han cambiado.
«Se está transformando en algo más», dice Davis. «El concepto era mi intención y estaba escribiendo las letras alrededor de eso. Pero otras cosas empezaron a salir y no puedo controlar lo que sale de mi interior. Así que esto es ahora, la música siempre cambia. Puedo empezar con un plan, pero se convierte en algo muy diferente. Tenemos 13 ó 14 canciones terminadas y los chicos se turnan para grabar bajos y guitarras. La batería ya está totalmente grabada. Es nuestro disco más diverso y pienso que hará felices a todos nuestros fans, y todos estarán muy sorprendidos.»
Ross Robinson hizo un comentario en Twitter sobre la grabación de las voces de Jonathan Davis para el nuevo disco de Korn: «La evolución humana del obsequio y el dar (en la música) ha alcanzado un nuevo nivel; el estudio se llenó de lágrimas de gratitud... ¡Dios mío! ¡Él está volviendo!»
Más tarde, según unas declaraciones que recoge Billboard sobre el proceso de creación de Korn III, Jonathan Davis dice: Remember Who You Are, ha sido muy duro para los miembros de Korn, especialmente para mi. Cuando llegaba con una letra nueva, nos poníamos a analizarla línea por línea y hablábamos sobre todo el trasfondo que tenía. Robinson quería realmente meterse dentro de ellas. Y una vez que comenzábamos a grabar las voces, él usaba todo lo que sabía sobre las letras en mi contra, como si echara sal a la herida. Consiguió meterse en mi cabeza y me llevó a un mal lugar. Caí en una jodida depresión, muy dura. Estuve a punto de suicidarme. Incluso saqué de quicio a mi psiquiatra, que quería llamar a Robinson para decirle «¿Qué le estás haciendo a este pobre chaval?».
Tras el proceso de grabación, Davis estuvo un «largo tiempo» sin hablar con Robinson hasta que un día decidió llamarle para agradecerle su trabajo porque «era necesario para que todo saliese bien», pero el cantante recalca que fue una «auténtica y fastidiosa tortura».

## Posición en listas
| Lista (2010)      | Posición máxima |
| ----------------- | --------------- |
| Alemania          | 4               |
| Australia         | 8               |
| Austria           | 3               |
| Bélgica (Flandes) | 95              |
| Estados Unidos    | 2               |
| España            | 33              |
| Hungría           | 38              |
| Irlanda           | 40              |
| Nueva Zelanda     | 5               |
| Países Bajos      | 20              |
| Reino Unido       | 23              |
| Suiza             | 8               |

## Lista de canciones[24]
Todas las canciones escritas y compuestas por Korn. 
| Edición estándar |                            |          |  |
| N.º              | Título                     | Duración |  |
| 1.               | «Uber-time»                | 1:29     |  |
| 2.               | «Oildale (Leave Me Alone)» | 4:43     |  |
| 3.               | «Pop a Pill»               | 4:00     |  |
| 4.               | «Fear Is a Place to Live»  | 3:09     |  |
| 5.               | «Move On»                  | 3:48     |  |
| 6.               | «Lead the Parade»          | 4:25     |  |
| 7.               | «Let the Guilt Go»         | 3:56     |  |
| 8.               | «The Past»                 | 5:06     |  |
| 9.               | «Never Around»             | 5:30     |  |
| 10.              | «Are You Ready to Live?»   | 3:59     |  |
| 11.              | «Holding All These Lies»   | 4:38     |  |

| Edición especial |                                                     |          |  |
| N.º              | Título                                              | Duración |  |
| 12.              | «Trapped Underneath the Stairs»                     | 4:20     |  |
| 13.              | «People Pleaser»                                    | 7:05     |  |
| 14.              | «Blind» (Live)                                      | 5:28     |  |
| 15.              | «Oildale (Leave Me Alone)» (Live, iTunes exclusive) | 4:32     |  |

## Personal
- Jonathan Davis - vocalista
- James Shaffer - guitarrista
- Reginald Arvizu - bajista
- Ray Luzier - baterista
- Ross Robinson - productor